# Neopucroliella mesembrina
Neopucroliella mesembrina is een hooiwagen uit de familie Gonyleptidae.